# Europees kampioenschap rally in 2016
Het Europees kampioenschap Rally 2016 is de vierenzestigste jaargang van het Europees kampioenschap rally (internationaal het European Rally Championship), georganiseerd door de Fédération Internationale de l'Automobile (FIA). Kajetan Kajetanowicz won het kampioenschap voor de tweede keer.

## Kalender
| Kleur | Ondergrond       |
| ----- | ---------------- |
| Grijs | Asfalt           |
| Bruin | Gravel           |
| Roze  | Asfalt en gravel |

| Ronde | Datum           | Rally                              | Ondergrond | Ondergrond       |
| ----- | --------------- | ---------------------------------- | ---------- | ---------------- |
| 1     | 10–12 maart     | Rally van Canarische Eilanden 2016 |            | Asfalt           |
| 2     | 7–9 april       | Circuit of Ireland 2016            |            | Asfalt           |
| 3     | 6–8 mei         | Rally van Griekenland 2016         |            | Gravel           |
| 4     | 2–4 juni        | Rally van Azoren 2016              |            | Gravel           |
| 5     | 25–27 juni      | Rally van Ieper 2016               |            | Asfalt           |
| 6     | 15–17 juli      | Rally van Estland 2016             |            | Gravel           |
| 7     | 4-6 augustus    | Rally van Rzeszów 2016             |            | Asfalt           |
| 8     | 26–28 augustus  | Rally van Barum 2016               |            | Asfalt           |
| 9     | 16-18 september | Rally van Liepaja 2016             |            | Asfalt en gravel |
| 10    | 7-9 oktober     | Rally van Cyprus 2016              |            | Asfalt en gravel |

Canarische Eilanden ·
Ierland ·
Griekenland ·
Azoren ·
België ·
Estland ·
Polen ·
Tsjechië ·
Letland ·
Cyprus